# Khasa
La rivière Khasa (en arabe : نهر خاصة, kurde: ڕووباری خاسە) est un ruisseau saisonnier du nord de l'Irak. Traversant principalement la ville de Kirkouk, elle est un affluent du Tigre.
Bien que la rivière soit régulièrement asséchée durant les mois les plus chauds, elle peut occasionnellement se transformer en véritable torrent, provoquant parfois des inondations.

## Sources
- (en) Cet article est partiellement ou en totalité issu de l’article de Wikipédia en anglais intitulé « Khasa River » (voir la liste des auteurs).